# Frangipani
Frangipani (tudi Frangipan, Frangipane, Frangepane, Frangepani) so plemiška rodbina, ki po legendi izvira iz starorimske plemiške rodbine, ki izhaja iz Anicijev (latinsko gens Anicia). Omenjajo tudi izhajanje iz rimske cesarske rodovine. Ime se je izvirno najbrž glasilo »Frangipanem« (latinsko frangere = lomiti in latinsko pane = kruh: tisti, ki lomi kruh). Hrvaška veja rodbine naj bi bili Frankopani.

## Izvor
Neki Petrus Frajapane de Imperato je bil pregnan sredi 10. stoletja iz Rima. Peter naj bi po legendi dobil svoj vzdevek zato, ker je med poplavo Tibere plul s svojim čolnom po rimskih ulicah in delil kruh lačnim. Petrov sin je bil Giovanni Sardo de Imperato, nečak pa Cencio (* po 1030), rimski konzul. Rodbina je zaslovela okrog 1014 z Leonom (Leo Frangipani), ki je pripadal gibelinskemu plemstvu. 

## Zgodovina
Frangipani so že v 6. stoletju skupaj z drugimi patricijskimi rodovinami bizantinskega porekla kot Stefaneschi, Hildebrandi (Ildebrandi), De Papa – sestavljali jedro vladajočega razreda; njihova stanovanja so obsegala vse področje med Circo Massimo, Santa Maria Nuova in Kolosejem. Zvesti trdnemu gvelfskemu izročilu so imeli odločilno vlogo v boju med cesarjem Henrikom IV. ter papežem Gregorjem VII.; kot njegovi pristaši so vladali v Rimu od 1107 do 1108. Skozi celo 12. stoletje so si prizadevali za temeljito obnovo Cerkve in za njeno popolno neodvisnost. Vrhunec svoje moči so dosegli z izvolitvijo Honorija II. 1124.

Glavne panoge so bili v zgodnjem srednjem veku v »de Septizodius«. Grad so si uredili na Palatinu v »Septizodium«-u z vključitvijo enega stolpa Circusa Maximusa; ugnezdili so se tudi v starem »de Chartularia«: Chartularium je bil v rimskem času državni arhiv rimskih cesarjev v Trastevere; zdi se, da predstavlja vzporedno črto rodbina Trasmodo.  Rodbina Frangipani je imela v posesti med drugimi v Laciju Nemi in v Tolfi. 
Rodbina je bila znana kot podpornik reformnih papežev. 1124 je torej uspešno izpeljala volitve svojega nekdanjega nasprotnika Honorija II.. Med razkolom od 1130 do 1138 so se postavili Frangipani kot tekmeci rodbine Pierleoni, ki je podpirala protipapeža Anakleta II.. Na zahtevo Inocenca II. so spremenili Kolosej v trdnjavo. V poznejšem boju za vodilno vlogo v Rimu med gvelfi pod vodstvom rodbine Orsini in gibelini pod vodstvom rodbine Colonna so Frangipani podpirali Orsinijeve in so si priborili vodstvo.

### Nemirne papeške volitve 1124
Ob Kalistovi smrti je povzročil težave nezakonit poseg plemstva v papeške volitve. V tistem času sta obstajali v Rimu dve veliki rodovini in dve nasprotujoči si stranki: Frangipani in Pierleoni; prva je obvladovala področje okrog Koloseja s svojimi Turris Chartularia, druga pa okrožje v bližini Tiberskega otoka, s svojo trdnjavo-gledališčem Marcelom (Marcellus). Po splošnem dogovoru med kurijskimi kardinali in plemstvom ter v skladu s kanonskimi predpisi, naj bi potekala izvolitev Kalistovega naslednika tretji dan po njegovi smrti. Na strani plemičev so bili glavni posredniki bogati in vplivni Pierleone I. (†1128), oče kardinala Pierleoneja II., ki naj bi postal pozneje protipapež Anaklet, in Leo Frangipane, brat Roberta Frangipaneja in tisti od Cencijev (Cencius), ki je razjezil Gelazija II.. Leo Frangipane je spodbujal to razumevanje, da bi mogel imeti več časa za izvolitev uglednega diplomata Wormškega sporazuma, ostijskega škofa kardinala Lamberta.  Zavedal se je, da je pred njim težka naloga; saj je bilo splošno znano, da so ljudje želeli za papeža Saksa  (Saxo), kardinala pri sv. Štefanu. Zato se je Leo hlinil, da ima isto željo tudi sam. Hkrati pa – da zagotovi prisotnost vseh kardinalov in tako veljavne volitve – se je potrudil, da se je osebno sešel s spremljevalcem vsakega od kardinalov na večer pred volilnim dnevom in se je z vsakim dogovoril – ne da bi drugi za to vedeli – da bodo jutri nosili rdeče plašče, da se bodo ločili od papeževe črne suknje.  To je storil v pričakovanju, da bo izvoljen za papeža glede na svoj vpliv, ko ga bo vsakdo od kardinalov zlahka opazil. 

Kolikor resnice pač obstaja v tej zgodbi, ki jo je povedal goreč privrženec protipapeža Anakleta, ki je bil tedaj kardinal Perleone II. pri sv. Kalistu, drži tole: Privrženci te dvojice so bili vidni na teh volitvah – vsi kardinali so se zbrali v kapeli samostana sv. Pankracija, ki je bil pritrjen na južno krilo Lateranske bazilike. Tam stoji zdaj očarljiv samostan kanonikov. Po malo razpravljanja o predlogu Jonatana, kardinala-diakona pri sv. Kozmu in Damijanu, niso izvolili niti kardinala Saksa niti Lamberta, ampak kardinala-duhovnika pri sv. Anastaziji, Teobalda Buccapecu. Njega so ustrezno oblikli v rdeč plašč in prevzel ime Celestin. Toda nenadoma, ko so peli Te Deum, in je kardinal Lambert pel glasneje od ostalih, so zagnali krik Robert Frangipane in njegova stranka: »Lambert papež!« Naenkrat je odhitel ven, sedel na tako imenovano symae (sigmae) pred cerkvijo sv. Silvestra, in ga razglasil za papeža pod imenom Honorij II. To se je zgodilo 15. decembra.  

Dokaj očitno je, da je stranka Pierleonea s svojim nepričakovanim imenovanjem Teobalda presenetila kardinalski zbor in ti so pohiteli razglašat kandidata, ki ga sami niso želeli. Kakor hitro so izklicali ime lambert,  je njihov »uglednejši del« (»sanior pars«) v smislu odloka Nikolaja II. potegnil z njim. Za nekaj dni je bil Rim prizorišče hudih neredov in zmešnjav; končno pa so Celestina njegovi navijači pustili na cedilu in Lambert je ostal nesporni lastnik Sedeža sv. Petra.  Lambert, kot »ljubitelj pravice«, ni bil zadovoljen z načinom izvolitve, ter je pred vsemi kardinali odstopil s svojega položaja ter odložil svojo mitro in plašč. Njegov odstop so sprejeli, vendar so ga takoj ponovno izvolili. Vsi so mu poljubili noge in ga priznali »kot svojega škofa in vesoljnega papeža« na nedeljo, 21. decembra 1124. 

### Dva papeža tudi 1130
Ko je Honorij II. še umiral, je gospodarsko zelo vplivna rimska rodovina Pierleonejevih (tudi: Pierleoni) – ki so bili sicer judovskega porekla pa so se pokristjanili – uporabila vsa sredstva, da bi postavila kardinala Petra Leoneja za papeža. Kakor hitro je papež zatisnil oči, je večina kardinalov – kamor jih je v njihovo zastraženo palačo zbral Frangipani – izvolila pobožnega in učenega kardinala Gregorja Papareschi-ja za papeža Inocenca II. in sicer že 14. februarja 1130 ob devetih zjutraj. Nasprotna stranka pa ni zamujala, ampak je še istega dne popoldne nekaj kardinalov in podkupljeno ljudstvo oklicalo za papeža Petra Leone-ja pod imenom Anaklet II.. 

Gregorja je izvolilo za papeža 16 kardinalov. On je bil prej benediktinski opat. ter regularni kanonik v Lateranu, diakon pri S. Angelo in Pescheria. 
Od 1118 je bil dekan kardinalskega zbora. 20 kardinalov pa je nekaj ur pozneje izvolilo za papeža Petra: v Cerkvi je nastal razdor. 

Ko je Inocenc opazil nemire, se je že petega dne hotel odpovedati papeštvu; kardinali pa so ga najprej prosili, naj ostane; nato so mu v primeru odstopa zagrozili z izobčenjem. Niso namreč hoteli sprejeti posvetnega, celo razuzdanega Petra. Inocencijev položaj pa je postal v prekucuškem mestu tako negotov, da se je zatekel k francoskemu kralju – kjer je našel zavetje, podobno kot že pet njegovih prednikov. Tedaj je Anaklet II. zasedel baziliko sv. Petra, Lateran z zakladnico in prisilil celo ponosne Frangepane, da ga priznajo.

## Potomci
- Sveti Oton Frangipane (1040-1127) je zavetnik mesta Ariano Irpino.[4]
- Boccaccio izraža v svojem »Trattatello in laude di Dante« (»Razprava v pohvalo Danteju« nedokazano) mnenje, da je bil Dante potomec rodbine Frangipanov.

Rimska glavna linija Frangipanov je izumrla v 17. stoletju z Muzijem (Muzio, Marchese Frangipane di Nemi). Obstaja še linija Frangipani-Allegretti, od 1663 z vojvodi od Marabello-Sannitico. 
- Iz Furlanije izhajajoča linija (Joannis Aiello del Friuli) je po ženskih potomcih dala ime grofom Detrico Frangipani in po njihovem izumrtju rodbini Gliubavaz Frangipani de Detrico. Še sedaj živijo grofje Damiani di Vergada Gliubavaz Frangipani de Detrico.